# الناحية المركزية (مقاطعة دامغان)
الناحية المركزية لمقاطعة دامغان (بالفارسية: بخش مرکزی شهرستان دامغان) هي ناحية في مقاطعة دامغان التابعة لمحافظة سمنان في إيران. في تعداد عام 2006، كان عدد سكانها 72,967 نسمة في 20,303 عائلة. فيها ثلاث مدن: دامغان وديباج وكلاته رودبار، وثلاث أقسام ريفية: قسم دامنكوه الريفي وقسم حومة الريفي وقسم رودبار الريفي.